# 因科姆 (愛達荷州)
因科姆（英語：Inkom）是一個位於美國愛達荷州班諾克縣的城市。

## 地理
因科姆的座標為42°47′46″N 112°15′00″W / 42.79611°N 112.25000°W，而該地的平均海拔高度為1385米（即4544英尺）。

## 人口
根據2010年美國人口普查的數據，因科姆的面積為2.00平方千米，當中陸地面積為1.99平方千米，而水域面積為0.01平方千米。當地共有人口854人，而人口密度為每平方千米427人。